# Arthur Quiller-Couch
Sir Arthur Thomas Quiller-Couch foi um escritor britânico, assinando como Q. Mesmo sendo um prolífico romancista, ele é lembrado primeiramente por sua obra monumental Oxford Book of English Verse 1250-1900 (depois estendida até 1918), e por sua crítica literária. Ele guiou o gosto de muitos, os quais nunca encontrou, como a escritora americana Helene Hanff, autora de 84, Charing Cross Road e sua obra subsequente Q's Legacy; e sua versão ficcional Horace Rumpole, de John Mortimer.